# ウダカマンダラム
ウダカマンダラム（タミル語: உதகமண்டலம்、英語: Udakamandalam）は、インド南部のタミル・ナードゥ州にある都市。ニーラギリ県の県庁所在地であり、同県ウダカマンダラム郡の中心都市である。
年間を通して冷涼な気候を維持し、南インドでは珍しく冬季には降雪する年があるなど、避暑地として親しまれている。また、環境保護のためゴミの不法投棄に対する罰則が厳しく、路上もインドとしては比較的清潔な状態が保たれている。

## 地名
ウダカマンダラムは、愛称のウーッティ (ஊட்டி; Ooty) が略称として定着している。ウダカイ (உதகை) という略称も用いられる。
ウダカマンダラムは古くからイギリス人らに避暑地として知られていたが、音写された英語ではウータカマンド (Ootacamund) と発音される。

## 地理
タミル・ナードゥ州西端のニーラギリ県の中央部に位置する。州内の主要都市までの距離を以下に示す。
- チェンナイまで 539km
- ティルッチラーッパッリまで 301km
- マドゥライまで 325km
- コーヤンブットゥールまで 98km
- カンニヤークマリまで 567km

## 政治
ウダカマンダラムでは、2001年の州議会議員選挙ではINCのH・M・ラージュが当選し、2006年の州議会議員選挙でも同党のB・ゴーパーランが当選した。

## 文化
Ooty Varkeyと呼ばれる、小麦粉やラヴァ、セモリナ、米、ギー、砂糖、塩などで出来たビスケットが有名である。
チョコレートの生産も盛んで、現地で作られたものをOoty Chocolateと呼ぶ。町にはチョコレート博物館があるなど、一大産業となっている。